# یواس‌اس انترپرایز (اس‌پی-۷۹۰)
یواس‌اس انترپرایز (اس‌پی-۷۹۰) (به انگلیسی: USS Enterprise (SP-790)) یک کشتی است که طول آن ۶۶ فوت (۲۰ متر) می‌باشد.